# Fondation Gabriel-Péri
La Fondation Gabriel Péri est un établissement reconnu d’utilité publique, nommée en souvenir du journaliste et résistant communiste Gabriel Péri (1902-1941). Elle est communément définie comme un laboratoire d’idées et désignée comme une fondation politique, éligible à l’octroi de subventions publiques.

## Historique
Fondée en 2004 sur l’initiative du Parti communiste français, elle est présidée par Robert Hue de 2004 à 2012, puis à partir de 2012 par Alain Obadia. Louise Gaxie succède en 2020 à son premier directeur, Michel Maso. Initialement localisé rue Brey à Paris, son siège se situe depuis 2008 à Pantin.

## Fonctionnement
La Fondation Gabriel Péri est composée d’un conseil d'administration et d'un conseil scientifique présidé par Serge Wolikow. 
Quatre salariés en assurent le fonctionnement permanent.
Conformément à la loi sur les financements de fondations politiques et à ses statuts, elle est financée par des subventions publiques et des dons privés.

## Activités
La Fondation Gabriel Péri participe par ses nombreuses initiatives à faire vivre le débat démocratique. Elle dépoussière l’histoire des luttes sociales en revisitant les idées qu’elles ont produites, et ce, afin de mieux comprendre les enjeux sociaux, environnementaux, économiques et politiques actuels. L’article premier de ses statuts précise ainsi que :
« L’établissement dit Fondation Gabriel Péri a pour but de contribuer à faire vivre et développer le patrimoine de réflexion et d’expérience accumulé en France par les luttes sociales et le mouvement des idées. La Fondation se fixe notamment pour objectif l’aide à la sauvegarde, à la mise à disposition publique et à la valorisation des fonds d’archives du Parti Communiste Français ».
Au carrefour de la recherche universitaire, de l’expérience associative, du militantisme syndical et de l’expertise politique, en France et à l’international, elle organise pour ce faire de multiples séminaires, webinaires, colloques, journées d’études, publie des notes, des livres, des revues, et veille à la mise à disposition et à la numérisation d’une conséquente documentation sur le communisme.
Elle publie notamment, en papier, la revue La Pensée (4 numéros par an), créée en 1939 par Paul Langevin et Georges Cogniot, et sous forme numérique, gratuite et librement accessible, Les cahiers de santé et de protection sociale fondée en 2011 (4 numéros par an) et Silo créée en 2017 (2 numéros par an).